# Jorge de Mecklemburgo
Jorge de Mecklenburg (Oranienbaum, 5 de octubre de 1899 - Sigmaringa, 6 de julio de 1963) fue el jefe de la Casa de Mecklemburgo-Strelitz desde 1934 hasta su muerte. Por parte de su padre, era descendiente del emperador Pablo I de Rusia.

## Primeros años
Nació en la residencia imperial de Oranienbaum bajo el nombre «Conde Jorge de Carlow»; siendo el hijo menor y único varón del matrimonio formado por duque Jorge Alejandro de Mecklemburgo-Strelitz (6 de junio de 1859 - San Petersburgo, 5 de diciembre de 1909) y su esposa morganática (m. Remplin, 6 de junio de 1889) doña Natalia Vanlyarskaya, condesa de Carlow (San Petersburgo, 16 de mayo de 1858 - Cannes, 14 de marzo de 1921), hija de Fyodor Ardalionovich Vanlyarsky ( Dagoutze Chavli, Georgia, 23 de diciembre de 1835 - 2 de febrero de 1903) y su esposa María Fyodorovna Uvarova, y nieta de Ardalion Alexeievich Vanlarsky, nacido en Poretchie, cerca de Smolensk, y su esposa Tatyana, hija de María Mikhailovna Litvinova. Como el matrimonio de sus padres era considerado morganático, al nacer,  le fue negado el título de «Duque de Mecklemburgo»; en cambio, su título provino de su madre, que había sido titulada condesa de Carlow el 18 de marzo de 1890 por el tío de su marido, el gran duque Federico Guillermo de Mecklemburgo-Strelitz. Cuando su padre falleció en 1909, su tío, el duque don Carlos Miguel, fue nombrado tutor de Jorge y sus hermanas, Catalina, María y Natalia por el gran duque Adolfo Federico V de Mecklemburgo-Strelitz. Tras la Revolución de Octubre de 1917, don Jorge y su familia huyeron de Rusia y se refugiaron primero a Francia y más tarde a Alemania.
El 11 de septiembre de 1928, Jorge fue adoptado por su tío, el duque Carlos Miguel, jefe de la Casa de Mecklemburgo-Strelitz. La adopción fue confirmada en el tribunal de Malchin el 5 de octubre de 1928 y como resultado tomó el apellido de su tío y padre adoptivo, Mecklemburgo. Tras su adopción, Jorge asumió el título de Duque de Mecklemburgo con el tratamiento de Alteza Serenísima. Así lo confirmó el jefe de la Casa Imperial de Rusia, el gran príncipe Cirilo Vladímirovich el 18 de julio de 1929, y reconocido el 23 de diciembre por don Federico Francisco IV, gran duque de Mecklemburgo-Schwerin. El duque don Jorge estudió ciencias políticas en la Universidad de Friburgo y se doctoró en Economía y Ciencias Sociales.

## Jefe de la dinastía
El 6 de diciembre de 1934, su tío, el duque don Carlos Miguel, murió y don Jorge le sucedió como jefe de la Casa de Mecklemburgo-Strelitz. Vivió con su familia en el castillo de Remplin hasta abril de 1940, cuando la parte principal del palacio sufrió un incendio. La familia  se mudó luego a Grunewald, donde viviría hasta que su casa fuera destruida en un bombardeo perpetrado por el bando aliado en febrero de 1944. En agosto de 1944, don Jorge fue arrestado por la Gestapo y enviado al campo de concentración de Sachsenhausen por el gobierno nazi, ahí permaneció hasta febrero de 1945. Tras su liberación, el duque don Jorge y su familia se trasladaron a Sigmaringa por invitación de la princesa doña Margarita de Hohenzollern, esposa de don Federico, príncipe de Hohenzollern ) en marzo de 1945.
El 18 de diciembre de 1950, la Casa de Mecklemburgo-Schwerin confirmó las decisiones tomadas en 1929 con respecto al título de don Jorge, y él asumió el tratamiento de Alteza a la par que su jerarquía como jefe de la Casa de Mecklemburgo-Strelitz también fue confirmado. Al mismo tiempo, fue abolido el título de «Conde de Carlow», que había heredado de su madre.
El duque murió en Sigmaringa, Alemania, tras sufrir un ataque cardíaco. Fue sucedido como jefe de la dinastía por su hijo primogénito, el duque don Jorge Alejandro.

## Matrimonios y descendencia
El duque don Jorge se casó en primeras nupcias en Ginebra, Suiza, el 7 de octubre de 1920 con Irina Rayevskaya, condesa Tolstói ( Tsárskoye Seló, 18 de agosto de 1892 - Sigmaringen, 22 de enero de 1955), viuda del conde Alejandro Mijáilovitch Tolstói ( San Petersburgo, 17 de enero de 1888 - Mishkor, Crimea, 19 de febrero de 1918), hija de Mijáil Nikolaievich Rayevsky (1841-1893) y la princesa Mariya Grigoryevna Gagarina ( Tiflis, 14 de junio de 1851 - Cannes, 2 de agosto de 1941) y nieta de Nikolai Nikolaievich Rayevsky (14 de septiembre de 1801 - 1843) y su esposa (m. el 22 de enero de 1839) Anya Mijáilovna Borozdine, y el príncipe Grigory Grigoryevich Gagarin y su esposa Sofía Andréievna Dashkova. Doña Irina era miembro de la familia Rayevski, quienes eran uno de los herederos del famoso Grigori Potemkin, Príncipe de Tauria, descendiente de la hermana del Príncipe que no tenía hijos. La pareja tuvo cuatro hijos, aunque uno de ellos, Alejandro, nacido el 3 de agosto de 1922, y falleció tras sólo dieciocho días de vida. Los hijos que sobrevivieron hasta la edad adulta fueron:
- Jorge Alejandro, duque de Mecklemburgo (27 de agosto de 1921 - 26 de enero de 1996) se casó con la archiduquesa Elena de Austria el 20 de abril de 1946 y se divorciaron el 12 de diciembre de 1974. Tienen cuatro hijos.
- La duquesa doña Elena de Mecklemburgo (15 de noviembre de 1924 - 8 de julio de 1962), casada con Hassan Sayed Kamil (1918-1991)[11] el 18 de febrero de 1955. Tuvieron una hija:
  - Sheila Kamil (26 de julio de 1958 - 21 de marzo de 2018)
- El duque don Carlos Gregorio de Mecklemburgo (14 de marzo de 1933 - 23 de julio de 2018) quien casó el 18 de febrero de 1965 con la princesa doña María Margarita de Hohenzollern (hija del príncipe don Francisco José de Hohenzollern-Emden ).

En mayo de 1956, don Jorge se comprometió con la archiduquesa Carlota de Austria, hija de los últimos emperador austriacos, don Carlos I y doña Zita . Se casaron en una ceremonia civil el 21 de julio de 1956 en Pöcking, Alemania, seguida de una ceremonia religiosa cuatro días después.